# Tri-nations 2007
Navigation
Édition précédente Édition suivante
Le Tri-nations 2007 se dispute en six rencontres du 16 juin au 21 juillet, chaque équipe recevant deux fois, au lieu de trois rencontres disputées à domicile soit un total de neuf matchs lors du Tri-nations 2006. Ce changement est dû au fait que la coupe du monde de rugby 2007 débute le 9 septembre 2007, soit peu de temps après le dernier match du Tri-nations 2007.
La compétition est remportée par l'équipe de Nouvelle-Zélande qui gagne aussi la Bledisloe Cup.

## Calendrier
| Le 16 juin au Cap            | Afrique du Sud   | 22 - 19 | Australie        |
| Le 23 juin à Durban          | Afrique du Sud   | 21 - 26 | Nouvelle-Zélande |
| Le 30 juin à Melbourne       | Australie        | 20 - 15 | Nouvelle-Zélande |
| Le 7 juillet à Sydney        | Australie        | 25 - 17 | Afrique du Sud   |
| Le 14 juillet à Christchurch | Nouvelle-Zélande | 33 - 6  | Afrique du Sud   |
| Le 21 juillet à Auckland     | Nouvelle-Zélande | 26 - 12 | Australie        |

## Classement du Tri-nations 2007
| Rang | Nation               | J | V | N | D | Bo | Bd | Pm  | Pe  | Diff | Pts |
| ---- | -------------------- | - | - | - | - | -- | -- | --- | --- | ---- | --- |
| 1    | Nouvelle-Zélande (T) | 4 | 3 | 0 | 1 | 0  | 1  | 100 | 59  | +41  | 13  |
| 2    | Australie            | 4 | 2 | 0 | 2 | 0  | 1  | 76  | 80  | -4   | 9   |
| 3    | Afrique du Sud       | 4 | 1 | 0 | 3 | 0  | 1  | 66  | 103 | -37  | 5   |

|  | Vainqueur de la compétition |
|  | T : tenant du titre 2006    |

## Les matchs

### 1ermatch
Résultat
| Équipes        | Afrique du Sud - Australie |
| Score          | 22 - 19 (10-16) |
| Date           | 16 juin 2007 |
| Stade          | Newlands (Le Cap) |
| Arbitre        | Wayne Barnes Angleterre |
| Points marqués | |
| Afrique du Sud | 1 essai de Fourie (14e) 1 transformation de Montgomery (15e) 2 pénalités de Montgomery (46e, 54e) 2 drops de Steyn (74e, 78e) |
| Australie      | 1 essai de Giteau (31e) 1 transformation de Mortlock (32e) 4 pénalités de Mortlock (13e, 29e, 37e, 44e)                       |

Composition des équipes
- Australie

Arrières:  Julian Huxley, Drew Mitchell, Stirling Mortlock (c), Matt Giteau, Lote Tuqiri, Stephen Larkham, George Gregan
Avants : Wycliff Palu, George Smith, Rocky Elsom, Daniel Vickerman, Nathan Sharpe, Guy Shepherdson, Stephen Moore, Matt Dunning
Remplaçants : Adam Freier, Al Baxter, Mark Chisholm, Stephen Hoiles, Phil Waugh (vice-capitaine), Adam Ashley-Cooper, Mark Gerrard
Entraîneur : John Connolly
- Afrique du Sud

Arrières : Percy Montgomery, Ashwin Willemse, Jaque Fourie, Jean de Villiers, JP Pietersen, Butch James, Ruan Pienaar
Avants : Pierre Spies, Juan Smith, Schalk Burger, Victor Matfield, Bakkies Botha, BJ Botha, John Smit (c), Gurthrö Steenkamp.
Remplaçants : Gary Botha, CJ van der Linde, Johann Muller, Pedrie Wannenburg, Danie Rossouw, Michael Claassens, Wynand Olivier, François Steyn
Entraîneur : Jake White

### 2ematch
Les Springboks dominent pendant 68 minutes puis sont dépassés au score en fin de match par les All Blacks qui marquent deux essais par Richie McCaw et Joe Rokocoko.
Résultat
| Équipes          | Afrique du Sud - Nouvelle-Zélande |
| Score            | 21 - 26 (11-6) |
| Date             | 23 juin 2007 |
| Stade            | (Durban) |
| Arbitre          | Alain Rolland Irlande |
| Points marqués   | |
| Afrique du Sud   | 2 essais de Burger (40e) et James (45e) 1 transformation de Montgomery (46e) 3 pénalités de Montgomery (5e et 67e) et Pienaar (19e)               |
| Nouvelle-Zélande | 2 essais de McCaw (69e) et Rokocoko (72e) 2 transformations de Carter (70e et 73e) 3 pénalités de Carter (31e, 38e et 55e) 1 drop de Mauger (42e) |

Composition des équipes
- Afrique du Sud

Arrières : Percy Montgomery, Ashwin Willemse, Jaque Fourie, Jean de Villiers, JP Pietersen, Butch James, Ruan Pienaar
Avants : Bobby Skinstad, Danie Rossouw, Schalk Burger, Victor Matfield (c), Bakkies Botha, BJ Botha, Gary Botha, Os du Randt.
Remplaçants :  Bismarck du Plessis, CJ van der Linde, Johann Muller, Michael Claassens, Wynand Olivier, François Steyn
Entraîneur : Jake White
- Nouvelle-Zélande

Arrières : Mils Muliaina, Joe Rokocoko, Isaia Toeava, Aaron Mauger, Sitiveni Sivivatu, Daniel Carter, Byron Kelleher, Rodney So'oialo, Richie McCaw, Jerry Collins, Greg Rawlinson, Troy Flavell, Carl Hayman, Anton Oliver, Tony Woodcock
Remplaçants : Keven Mealamu, Neemia Tialata, Ross Filipo, Chris Masoe, Piri Weepu, Luke McAlister, Leon MacDonald.
Entraîneur : Graham Henry

### 3ematch
La Bledisloe Cup est mise en jeu lors de ce match entre Australiens et Néo-Zélandais. La coupe est entre les mains des All Blacks depuis 2003, pour la remporter les Australiens doivent remporter cette rencontre et faire au moins match nul lors du match retour en Nouvelle-Zélande. Les All-Blacks dominent jusqu'à l'expulsion temporaire de Hayman (62e), les Wallabies marquent ensuite deux essais et remportent ainsi leur première victoire dans le Tri-nations 2007. Les trois équipes comptent le même nombre de points au classement (5 points).
Résultat du match
| Équipes          | Australie - Nouvelle-Zélande                                                                                                  |
| Score            | 20-15 (6-15) |
| Date             | 30 juin 2007 |
| Stade            | Melbourne Cricket Ground |
| Arbitre          | Marius Jonker ( Afrique du Sud)                                                                                               |
| Points marqués   | |
| Australie        | 2 essais de Ashley-Cooper (63e) et Staniforth (72e) 2 transformations de Giteau (64e, 73e) 2 pénalités de Mortlock (14e, 20e) |
| Nouvelle-Zélande | 2 essais de Woodcock (4e) et Gear (26e) 1 transformation de Carter (26e) 1 pénalité de Carter (16e)                           |

Composition des équipes
- Australie

Arrières:  Julian Huxley, Adam Ashley-Cooper, Stirling Mortlock (c), Matt Giteau, Lote Tuqiri, Stephen Larkham, George Gregan
Avants : Wycliff Palu, George Smith, Rocky Elsom, Daniel Vickerman, Nathan Sharpe, Guy Shepherdson, Stephen Moore, Matt Dunning
Remplaçants : Adam Freier, Al Baxter, Mark Chisholm, Stephen Hoiles, Phil Waugh (vice-capitaine), Scott Staniforth, Mark Gerrard
Entraîneur : John Connolly
- Nouvelle-Zélande

Arrières : Mils Muliaina, Rico Gear, Aaron Mauger, Luke McAlister, Joe Rokocoko, Daniel Carter, Byron Kelleher, Rodney So'oialo, Richie McCaw, Jerry Collins, Troy Flavell, Chris Jack, Carl Hayman, Anton Oliver, Tony Woodcock
Remplaçants : Keven Mealamu, Neemia Tialata, Ross Filipo, Chris Masoe, Piri Weepu, Sitiveni Sivivatu, Nick Evans.
Entraîneur : Graham Henry

### 4ematch
Pour ce match revanche entre les deux équipes qui avaient débuté la compétition 2007, les Springboks présentent une équipe remaniée avec la mise au repos de nombreux titulaires habituels. L'ouvreur australien Stephen Larkham fête sa 100e sélection à l'occasion de ce match (le troisième joueur australien qui atteint ce total, après David Campese et George Gregan).
Résultat du match
| Équipes        | Australie - Afrique du Sud |
| Score          | 25-17 (10-17) |
| Date           | 7 juillet 2007 |
| Stade          | Telstra Stadium (Sydney) |
| Arbitre        | Paul Honiss ( Nouvelle-Zélande)                                                                                                   |
| Points marqués | |
| Australie      | 3 essais de Gerrard (22e), Hoiles (42e), Giteau (55e) 2 transformations de Mortlock (23e, 43e) 2 pénalités de Mortlock (37e, 52e) |
| Afrique du Sud | 2 essais de Van Heerden (6e), Paulse (8e) 2 transformations de Hougaard (7e, 9e) 1 pénalité de Hougaard (16e)                     |

Composition des équipes
- Australie

Arrières:  Julian Huxley, Mark Gerrard, Stirling Mortlock (c), Matt Giteau, Adam Ashley-Cooper, Stephen Larkham, George Gregan
Avants : Stephen Hoiles, George Smith, Rocky Elsom, Daniel Vickerman, Nathan Sharpe, Guy Shepherdson, Adam Freier, Matt Dunning
Remplaçants : Sean Hardman, Al Baxter, Hugh McMeniman, David Lyons, Phil Waugh (vice-capitaine), Scott Staniforth, Drew Mitchell
Entraîneur : John Connolly
- Afrique du Sud

Arrières : Bevin Fortuin, Breyton Paulse, Waylon Murray, Wynand Olivier, JP Pietersen, Derick Hougaard, Ruan Pienaar
Avants : Bobby Skinstad, Pedrie Wannenburg, Wikus van Heerden, Johann Muller, Johan Ackermann, Jannie du Plessis, Gary Botha, CJ van der Linde.
Remplaçants :  Bismarck du Plessis, Eddie Andrews, Albert van den Berg, Jacques Cronjé, Michael Claassens, Peter Grant, Jaco Pretorius
Entraîneur : Jake White

### 5ematch
Les Springboks présentent à nouveau une équipe "B" sans plusieurs joueurs essentiels tels que Victor Matfield, pour leur part les All Blacks affichent leur équipe type. La dernière victoire des Sprinboks au Jade Stadium, appelé alors Lancaster Park, remonte à 1965. Victoire logique des All Blacks acquise en fin de 2e mi-temps, à un quart d'heure de la fin du match le score était de 12-6. La victoire dans le Tri-nations se jouera lors du dernier match entre la Nouvelle-Zélande et l'Australie.
Résultat du match
| Équipes          | Nouvelle-Zélande - Afrique du Sud |
| Score            | 33-6 (6-3) |
| Date             | 14 juillet 2007 |
| Stade            | Jade Stadium de Christchurch (Nouvelle-Zélande)                                                                                            |
| Arbitre          | Stuart Dickinson Australie |
| Points marqués   | |
| Nouvelle-Zélande | 3 essais de Leonard (69e), Evans (76e), Carter (80e) 3 transformations de Carter (70e, 77e, 80e) 4 pénalités de Carter (9e, 26e, 53e, 59e) |
| Afrique du Sud   | 2 pénalités de Hougaard (23e, 46e) |

Composition des équipes
- Nouvelle-Zélande

Arrières : Mils Muliaina, Doug Howlett, Isaia Toeava, Luke McAlister, Joe Rokocoko, Daniel Carter, Piri Weepu, Rodney So'oialo, Richie McCaw, Reuben Thorne, Keith Robinson, Chris Jack, Carl Hayman, Keven Mealamu, Tony Woodcock
Remplaçants : Andrew Hore, Neemia Tialata, Jerry Collins, Chris Masoe, Brendon Leonard, Conrad Smith, Nick Evans.
Entraîneur : Graham Henry
- Afrique du Sud

Arrières : JP Pietersen, Breyton Paulse, Waylon Murray, Wynand Olivier, JP Pietersen, Derick Hougaard, Ruan Pienaar
Avants : Pedrie Wannenburg, Wikus van Heerden, Jacques Cronjé, Johann Muller (c), Albert van den Berg, Jannie du Plessis, Bismarck du Plessis, CJ van der Linde.
Remplaçants :  Gary Botha, Eddie Andrews, Gerrie Britz, Hilton Lobberts, Michael Claassens, Peter Grant, Tonderai Chavhanga
Entraîneur : Jake White

### 6ematch
La victoire de l'équipe de Nouvelle-Zélande lui permet de remporter l'édition 2007 du Tri-nations et de la Bledisloe Cup.
Résultat du match
| Équipes          | Nouvelle-Zélande - Australie                                                       |
| Score            | 26-12 (12-9)                                                                       |
| Date             | 21 juillet 2007                                                                    |
| Stade            | Eden Park à Auckland (Nouvelle-Zélande)                                            |
| Arbitre          |                                                                                    |
| Points marqués   |                                                                                    |
| Nouvelle-Zélande | 7 pénalités de Carter (10e, 28e, 35e, 38e, 44e, 51e, 73) 1 essai de Woodcock (59e) |
| Australie        | 3 pénalités de Mortlock (23e, 33e, 48e) 1 drop de Giteau (25e)                     |

Composition des équipes
- Nouvelle-Zélande

Arrières : Mils Muliaina, Doug Howlett, Isaia Toeava, Luke McAlister, Joe Rokocoko, Daniel Carter, Byron Kelleher, Rodney So'oialo, Richie McCaw, Jerry Collins, Keith Robinson, Chris Jack, Carl Hayman, Anton Oliver, Tony Woodcock
Remplaçants : Keven Mealamu, Neemia Tialata, Reuben Thorne, Chris Masoe, Brendon Leonard, Aaron Mauger, Nick Evans.
Entraîneur : Graham Henry
- Australie

Arrières:  Adam Ashley-Cooper, Mark Gerrard, Stirling Mortlock (c), Matt Giteau, Stephen Larkham, George Gregan
Avants : Stephen Hoiles, George Smith, Rocky Elsom, Daniel Vickerman, Nathan Sharpe, Guy Shepherdson, Stephen Moore, Matt Dunning
Remplaçants : Adam Freier, Al Baxter, Hugh McMeniman, Mark Chisholm, Phil Waugh (vice-capitaine), Scott Staniforth, Chris Latham
Entraîneur : John Connolly

## Statistiques

### Meilleurs réalisateurs
1. Daniel Carter  Nouvelle-Zélande : 62 points
2. Stirling Mortlock  Australie : 39 points
3. Percy Montgomery  Afrique du Sud : 19 points
4. Matt Giteau  Australie : 17 points

### Meilleurs marqueurs d'essais
Matt Giteau  Australie : 2 essais
Tony Woodcock  Nouvelle-Zélande : 2 essais